# Interleucina-13
La interleucina-13 (IL-13) es una citocina no glucosilada de 132 aminoácidos cuyo papel fundamental es la regulación de la función de los monocitos y de las células B.
Se produce en los linfocitos T. Modula la producción de IL-1, TNF IL-8 y de la proteína inflamatoria del macrófago. Estimula el crecimiento y la diferenciación de las células B, e inhibe las células Th1, así como la producción de citocinas inflamatorias.